# A Passion Play
A Passion Play je koncepční (monotematické) album vydané skupinou Jethro Tull. Hudební formou se podobá albu Thick as a Brick, jeho námětem je tentokrát posmrtná duchovní cesta člověka. Jedna stopa (ve skutečnosti směs kratších písniček) je rozdělena na dvě strany vinylové LP desky obzvláště výstředně vyprávěným kusem s názvem „The Story Of The Hare Who Lost His Spectacles“ („O zajíci, jenž ztratil brýle“), který je inspirován soudobým absurdním humorem a zjevně nemá se zbytkem díla žádnou souvislost. 
Obskurní verše, vyplněné slovními hříčkami a alegoriemi, společně se značně komplikovanou a náročnou hudbou, udělaly z A Passion Play jednu z nejdiskutovanějších desek, které Jethro Tull vydali. V době vydání v roce 1973 dostalo album převážně negativní kritiku, přestože se velmi dobře prodávalo a dosáhlo pozice číslo 1 v žebříčcích v USA (ačkoliv ve Velké Británii dosáhlo pouze 13. místa). Dodnes se fanoušci Jethro Tull přou o hodnotu tohoto alba.
Scénář alba:
- 1. jednání: Pohřeb poutníka Ronnieho: zimní ráno na hřbitově.
- 2. jednání: Memory Bank: malé, ale útulné divadlo s promítacím plátnem (následující ráno).
- 3. jednání: Kancelář firmy G. Oddie & Son (o dva dny později).
- 4. jednání: Přijímací místnost Maguse Perdēse o půlnoci.

## Seznam skladeb
Všechny skladby napsal Ian Anderson pokud není uvedeno jinak.
1. Lifebeats
2. Prelude
3. The Silver Chord
4. Re-Assuring Tune
5. Memory Bank
6. Best Friends
7. Critique Oblique
8. Forest Dance #1
9. The Story of the Hare Who Lost His Spectacles (Anderson / Hammond / Evan)
10. Forest Dance #2
11. The Foot of Our Stairs
12. Overseer Overture
13. Flight from Lucifer
14. 10.08 to Paddington
15. Magus Perdē
16. Epilogue

[Těmito tituly byly v roce 1973 vybaveny výlisky určené pro discjockeye, avšak běžné vydání ne. Zlaté CD Ultradisc Original Master Recording obsahuje oddělené stopy pro každý titul, ale standardní CD dvě nebo jenom jednu stopu, v závislosti na verzi vydání.]

## Obsazení
- Ian Anderson - flétna, akustická kytara, saxofony, zpěv
- Barriemore Barlow - perkuse,
- Martin Barre - elektrická kytara
- John Evan - klavír, varhany, syntetizery
- Jeffrey Hammond - baskytara, zpěv